# Coffey County
Coffey County ist ein County im Bundesstaat Kansas der Vereinigten Staaten. Der Verwaltungssitz (County Seat) ist Burlington. Das U.S. Census Bureau hat bei der Volkszählung 2020 eine Einwohnerzahl von 8360 ermittelt.

## Geographie
Das County liegt im mittleren Osten von Kansas, ist etwa 80 km von Missouri entfernt und hat eine Fläche von 1695 Quadratkilometern, wovon 64 Quadratkilometer Wasserfläche sind. Es grenzt im Uhrzeigersinn an folgende Countys: Osage County, Franklin County, Anderson County, Allen County, Woodson County, Greenwood County und Lyon County.

## Geschichte
Coffey County wurde am 30. August 1855 als Original-County aus freiem Territorium gebildet und gehört zu den ersten 33 Countys, die von der ersten Territorial-Verwaltung gebildet wurden. Benannt wurde es nach A. M. Coffey, einem Colonel der US-Armee.
6 Bauwerke und Stätten des Countys sind im National Register of Historic Places eingetragen.

## Demografische Daten

Alterspyramide des Coffey Countys (Stand: 2000)

Nach der Volkszählung im Jahr 2000 lebten im Coffey County 8865 Menschen. Davon wohnten 170 Personen in Sammelunterkünften, die anderen Einwohner lebten in 3489 Haushalten und 2477 Familien. Die Bevölkerungsdichte betrug 5 Einwohner pro Quadratkilometer. Ethnisch betrachtet setzte sich die Bevölkerung zusammen aus 96,95 Prozent Weißen, 0,25 Prozent Afroamerikanern, 0,52 Prozent amerikanischen Ureinwohnern, 0,34 Prozent Asiaten, 0,01 Prozent Bewohnern aus dem pazifischen Inselraum und 0,50 Prozent aus anderen ethnischen Gruppen; 1,43 Prozent stammten von zwei oder mehr Ethnien ab. 1,55 Prozent der Bevölkerung waren spanischer oder lateinamerikanischer Abstammung.
Von den 3489 Haushalten hatten 33,2 Prozent Kinder unter 18 Jahren, die mit ihnen gemeinsam lebten. 60,7 Prozent waren verheiratete, zusammenlebende Paare, 6,9 Prozent waren allein erziehende Mütter und 29,0 Prozent waren keine Familien. 26,0 Prozent aller Haushalte waren Singlehaushalte und in 12,6 Prozent lebten Menschen mit 65 Jahren oder darüber. Die Durchschnittshaushaltsgröße betrug 2,49 und die durchschnittliche Familiengröße betrug 2,99 Personen.
26,8 Prozent der Bevölkerung waren unter 18 Jahre alt. 6,5 Prozent zwischen 18 und 24 Jahre, 26,4 Prozent zwischen 25 und 44 Jahre, 24,0 Prozent zwischen 45 und 64 Jahre und 16,2 Prozent waren 65 Jahre alt oder älter. Das Durchschnittsalter betrug 39 Jahre. Auf 100 weibliche Personen kamen 96,2 männliche Personen. Auf 100 Frauen im Alter von 18 Jahren und darüber kamen 92,5 Männer.
Das jährliche Durchschnittseinkommen eines Haushalts betrug 37.839 USD, das Durchschnittseinkommen einer Familie betrug 44.912 USD. Männer hatten ein Durchschnittseinkommen von 31.356 USD, Frauen 20.666 USD. Das Prokopfeinkommen betrug 18.337 USD. 5,0 Prozent der Familien und 6,6 Prozent der Bevölkerung lebten unterhalb der Armutsgrenze.

## Orte im County
- Agricola
- Aliceville
- Beto Junction
- Burlington
- Gridley
- Halls Summit
- Jacobs Creek Landing
- Lebo
- LeRoy
- New Strawn
- Ottumwa
- Sharpe
- Waverly

Townships
- Avon Township
- Burlington Township
- Hampden Township
- Key West Township
- Le Roy Township
- Liberty Township
- Lincoln Township
- Neosho Township
- Ottumwa Township
- Pleasant Township
- Pottawatomie Township
- Rock Creek Township
- Spring Creek Township
- Star Township